# 金啟明
金啟明（?—?），新罗宗室，追封懿恭王，新罗第43任国王僖康王金悌隆之子，新罗第48任国王景文王金膺廉之父。
僖康王三年（838年），金明作乱，僖康王被逼自缢。金明自立为闵哀王。金啟明没有继承王位。闵哀王二年（839年），金祐徵杀闵哀王，即位为神武王。神武王把女儿光和夫人嫁给了金啟明。神武王之子文聖王十年（848年）夏，发生旱灾，侍中金魏昕退任，波珍飡（真骨第四等）金啟明担任爲侍中。金啟明官至角干（真骨第一等）。神武王之弟憲安王五年（879年），金啟明的儿子金膺廉是为景文王，追封金啟明为懿恭王，一作義恭王。之后的宪康王、定康王、真圣女王都是景文王的子女，金啟明之孙。金啟明的小儿子金魏弘和真圣女王私通，被追封为惠成王。